# Testrup Sogn
Testrup Sogn er et sogn i Vesthimmerlands Provsti (Viborg Stift).
I 1800-tallet var Testrup Sogn anneks til Simested Sogn. Begge sogne hørte til Rinds Herred i Viborg Amt. Trods annekteringen var Simested og Testrup to selvstændige sognekommuner. Ved kommunalreformen i 1970 blev de begge indlemmet i Aalestrup Kommune, hvis hovedpart inkl. Testrup indgik i Vesthimmerlands Kommune ved strukturreformen i 2007.
I Testrup Sogn ligger Testrup Kirke.
I sognet findes følgende autoriserede stednavne:
- Testrup (bebyggelse, ejerlav)
- Vesterris (bebyggelse, ejerlav)
- Vesterris Plantage (areal)